# EuroVelo

Мапа маршрутів EuroVelo

EuroVelo — європейська мережа велосипедних трас, проєкт Європейської Федерації Велосипедистів, що має на меті розвиток 15 (початково 12) довгих велосипедних маршрутів, які пролягають через усю Європу. Сукупна довжина цих доріг становить понад 60 000 км, з яких побудовано 20 000 км.
Проєкт EuroVelo подібний до різноманітних американських проєктів зелених шляхів, як-от East Coast Greenway у Сполучених Штатах.
Маршрути EuroVelo призначені передовсім для велосипедного туризму по всій Європі, проте використовуються також і для місцевого сполучення. Маршрути складаються як з уже наявних велодоріг, так і запланованих трас, які необхідні для об'єднання всіх доріг у єдину мережу. Станом на 2017 рік жоден з маршрутів ще не завершений, різні маршрути мають різну ступінь готовності. Планується до 2020 року добудувати всі (або принаймні частину) траси.
Траса EV 4 проходить через ЄС від Франції до Києва. Станом на лютий 2018 трасу тільки розпочали робити у Франції, українську частину траси лише почали проєктувати. Українська частина траси пройде від пункту пропуску Шегині з Польщею через Львів, Тернопіль та Житомир до Києва, усього 700 км.

## Стислий огляд маршрутів EuroVelo

### Траси Північ-Південь
EV 1 — Траса узбережжям Атлантики: Нордкап — Сагреш 8 186 км
EV 3 — Траса пілігримів: Тронгейм — Сантьяго-де-Компостела 5 122 км
EV 5 — Via Romea Francigena: Лондон — Рим та Бриндізі 3 900 км
EV 7 — Середньоєвропейська траса: Нордкап — Мальта 6 000 км
EV 9 — Балтійське море — Адріатичне море (Бурштиновий маршрут): Ґданськ — Пула 1 930 км
EV 11 — Східноєвропейська траса: Нордкап — Афіни 5 964 км

### Траси Захід-Схід
EV 2 — Траса Столиць: Ґолвей — Москва 5 500 км
EV 4 — Центральноєвропейська траса: Роскофф — Київ: 4 000 км
EV 6 — Річкова траса: Атлантичний океан — Чорне море: Нант — Констанца 3 653 км
EV 8 — Середземноморська траса: Кадіс — Афіни 5 388 км

### Кругові траси
EV 10 — Траса навколо Балтійського моря (коло Ганзи): 7 930 км
EV 12 — Траса навколо Північного моря: 5 932 км

## Основні пункти на трасах
| Номер | Назва                                                   | Основні міста | Країни | Довжина (км) |
| ----- | ------------------------------------------------------- | --- | --- | ------------ |
| EV1   | Траса узбережжям Атлантики                              | Нордкап (EV7, EV11) - Норвежське узбережжя - Тронгейм (EV3) - Берген (EV12) - Абердин (EV12) - Інвернесс (EV12 ) - Глазго - Странрар - Белфаст - Ґолвей (EV2) - Корк - Rosslare - Fishguard - Бристоль (EV2) - Плімут (Англія) - Роскофф (EV4) - Нант (EV6) - Ла-Рошель - Бурґос (EV3) - Саламанка - Сагреш                      | Норвегія, Велика Британія, Ірландія, Франція, Іспанія, Португалія                                             | 8186         |
| EV2   | Траса Столиць                                           | Ґолвей (EV1) - Дублін - Голігед - Бристоль (EV1) - Лондон (EV5) - Гарідж - Роттердам - Гаага - Мюнстер (EV3) - Берлін (EV7) - Познань (EV9) - Варшава (EV11) - Мінськ - Москва | Ірландія, Велика Британія, Нідерланди, Німеччина, Польща, Білорусь, Росія                                     | 5500         |
| EV3   | Траса пілігримів                                        | Сантьяґо-де-Компостела - Леон (Іспанія) - Бурґос (EV1) - Бордо - Тур (EV6) - Орлеан (EV6) - Париж - Намюр (EV5) - Аахен (EV4) - Мюнстер (EV2) - Гамбург (EV12) - Оденсе (EV10) - Віборг - Фредеріксгавн (EV12) - Гетеборг (EV12) - Осло - Røros - Тронгейм (EV1)                                                                 | Іспанія, Франція, Бельгія, Німеччина, Данія, Швеція, Норвегія                                                 | 5122         |
| EV4   | Центральноєвропейська траса                             | Роскофф (EV1) - Атлантичне узбережжя Франції - Гавр - Кале (EV5) - Мідделбург - Аахен (EV3) - Бонн - Франкфурт-на-Майні - Прага (EV7) - Брно (EV9) - Краків (EV11) - Львів - Київ | Франція, Бельгія, Німеччина, Чехія, Польща, Україна                                                           | 4000         |
| EV5   | Via Romea Francigena                                    | Лондон (EV2) - Кентербері - Кале (EV4) - Брюссельський столичний регіон - Намюр (EV3) - Люксембург - Саарбрюкен - Сарргемін - Страсбур (EV15) - Базель (EV6) - Люцерн - Мілан - П'яченца (EV8) - Парма - Флоренція(EV7) - Сієна - Рим(EV7) - Бриндізі                                                                            | Велика Британія, Бельгія, Люксембург, Німеччина, Франція, Швейцарія, Італія                                   | 3900         |
| EV6   | Атлантичний океан — Чорне море (річковий маршрут)       | Нант (EV1) - Тур (EV3) - Орлеан (EV3) - Невер - Шалон-сюр-Сон - Базель (EV5) - Пассау - Іббс (EV7) - Лінц - Відень (EV9) - Братислава - Будапешт - Белград (EV11) - Бухарест - Констанца | Франція, Швейцарія, Німеччина, Австрія, Словаччина, Угорщина, Сербія, Румунія                                 | 3653         |
| EV7   | Середньоєвропейська траса                               | Нордкап (EV1, EV11) - Гапаранда (EV10) - Сундсвалль (EV10) - центральна Швеція - Копенгаген (EV10) - Гедсер - Росток (EV10) - Берлін (EV2) - Прага (EV4) - Іббс (EV6) - Зальцбург - Мантуя (EV8) - Болонья - Флоренція (EV5) - Рим (EV5) - Неаполь - Сіракуза - Мальта                                                           | Норвегія, Швеція, Данія, Німеччина, Чехія, Австрія, Італія, Мальта                                            | 6000         |
| EV8   | Середземноморська траса                                 | Кадіс - Малага - Альмерія - Валенсія - Барселона - Монако - П'яченца (EV5) - Мантуя (EV7) - Феррара - Венеція - Трієст (EV9) - Рієка - Спліт - Дубровник - Тирана - Патри - Афіни (EV11) | Іспанія, Франція, Монако, Італія, Словенія, Хорватія, Чорногорія, Албанія, Греція                             | 5388         |
| EV9   | Балтійське море — Адріатичне море (Бурштиновий маршрут) | Ґданськ (EV10) - Познань (EV2) - Вроцлав - Оломоуц - Брно (EV4) - Reinthal - Відень (EV6) - Марибор - Любляна - Трієст (EV8) - Пула | Польща, Чехія, Австрія, Словенія, Італія, Хорватія                                                            | 1930         |
| EV10  | Траса навколо Балтійського моря (коло Ганзи)            | Санкт-Петербург - Гельсінкі (EV11) - Вааса - Оулу - Гапаранда (EV7) - Сундсвалль (EV7) - Стокгольм - Істад - Мальме - Копенгаген (EV7) - Оденсе (EV3) - Росток (EV7) - Ґданськ (EV9) - Калінінград - Клайпеда - Рига - Таллінн (EV11) - Санкт-Петербург                                                                          | Росія, Фінляндія, Швеція, Данія, Німеччина, Польща, Литва, Латвія, Естонія                                    | 7930         |
| EV11  | Східноєвропейська траса                                 | Нордкап (EV1, EV7) - фінські озера - Гельсінкі (EV10) - Таллінн (EV10) - Тарту - Вільнюс - Варшава (EV2) - Краків (EV4) - Кошиці - Сегед - Белград (EV6) - Скоп'є - Салоніки - Афіни (EV8) | Норвегія, Фінляндія, Естонія, Латвія, Литва, Польща, Словаччина, Угорщина, Сербія, Північна Македонія, Греція | 5964         |
| EV12  | Траса навколо Північного моря                           | Берген (EV1) - Ставангер - Крістіансанн - Гетеборг (EV3) - Варберг - Grenaa - Фредеріксгавн (EV3) - Hirtshals - Есб'єрг З - Гамбург (EV3) - Гаага (EV2) - Роттердам - Гарідж (EV2) - Kingston upon Hull - Ньюкасл - Единбург - Абердин (EV1) - Інвернесс (EV1) - Терсо - Оркнейські острови - Шетландські острови - Берген (EV1) | Норвегія, Швеція, Данія, Німеччина, Нідерланди, Велика Британія                                               | 5932         |
| EV13  | Шлях Залізної завіси                                    | | | 6800         |
| EV15  | Веломаршрут по Рейну                                    | Андерматт - Кур - Шаффгаузен - Базель (EV5-EV6) - Унінг - Неф-Бризак - Страсбур (EV5) - Лотербур - Карлсруе - Людвігсгафен-на-Рейні - Мангайм - Майнц - Вісбаден - Bingen - Кобленц - Бонн - Кельн - Дюссельдорф - Дуйсбурґ - Ксантен - Арнем - Утрехт - Роттердам                                                               | Швейцарія, Франція, Німеччина, Нідерланди                                                                     | 1320         |